# Louis Baudon
Pour les articles homonymes, voir Baudon.
Louis Alexandre Baudon, né le 22 décembre 1877 dans le 4e arrondissement de Paris et mort le 10 février 1939 dans le 8e arrondissement de Paris, est un peintre français, un des représentants du Musicalisme.

## Biographie
Secrétaire du groupe musicaliste, il expose au Salon des indépendants de 1928 les toiles Granville, la plage et Paysage ainsi qu'un Nu.